# شونک، فگتلند
شهر شونک/فگتلند (به آلمانی: Schöneck/Vogtl.) در ایالت زاکسن در کشور آلمان واقع شده‌است.